# 阿德利斯維爾

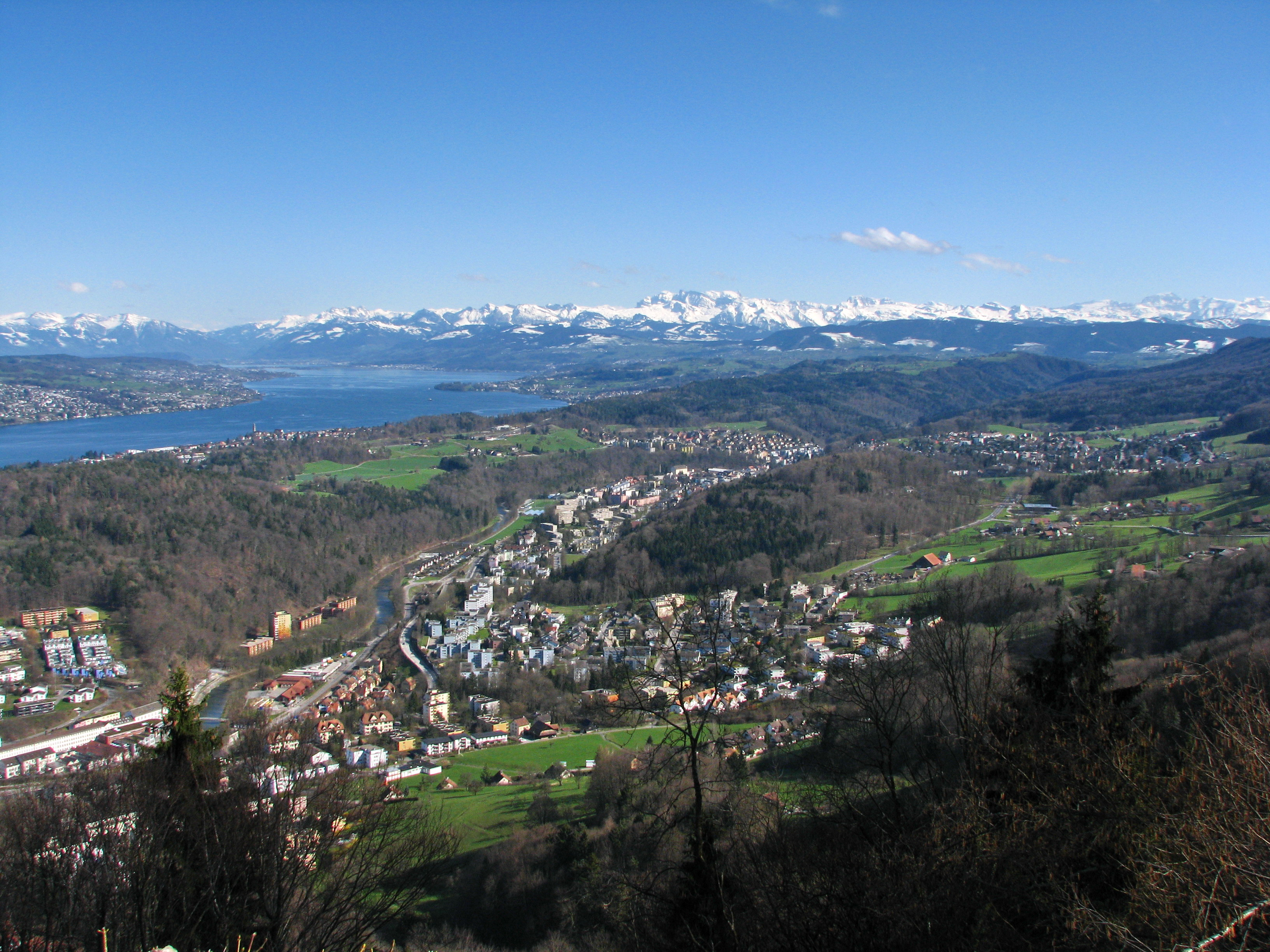
阿德利斯维尔市和苏黎世湖

阿德利斯維爾（德語：Adliswil）是瑞士联邦苏黎世州豪尔根区的市镇，面積为7.79平方公里，海拔高度451米，2018年12月31日人口为18,765人，其中信奉羅馬天主教和基督新教的居民各佔三成。

## 外部連結
- 阿德利斯维尔官方网站 （页面存档备份，存于） （德文）